# 肯亞裔美國人
肯亞裔美國人（英語：Kenyan Americans），分布於美國境內的加利福尼亞州、德克薩斯州、馬里蘭州、喬治亞州、紐約州、北卡羅萊納州與華盛頓哥倫比亞特區，2010年的人口有92,638人。

## 知名人物
- 巴拉克·歐巴馬：美國第44任總統
- 大衛·奧騰加：職業摔角選手
- 露琵塔·尼詠歐：奧斯卡最佳女配角獎得主
- 保羅·切里莫：運動員
- 卡文·恩坎納塔：運動員
- 恩古吉·瓦·提昂戈：作家